# 乳头弹头螺
乳头弹头螺（学名：Baryspira mammilla），是新腹足目榧螺科Baryspira属的一种。主要分布于台湾，常栖息在浅海沙底。